# 红腹铃蟾
红腹铃蟾（学名：Bombina bombina）是两栖纲无尾目铃蟾科铃蟾属的一种，分布于中欧、东欧、巴尔干半岛以及土耳其和哈萨克斯坦等地。背部为浅绿色，布有黑色斑点；腹部橙色或红色，有黑色条纹。皮肤崎岖不平。